# 中國明日超模第一季
获胜者将获得：国际著名的模特经纪公司Next Model Management的一合约，成为潘婷的形象代言人和大S和林志玲一起拍广告，而且能够为你们所的酒店国际著名的美高梅大酒店拍摄一组宣传照。
本次比赛的冠军是来自湖南長沙的21岁小伙子殷歌。

## 參賽者
| 參賽者 | 參賽歲數 | 譯名拼音       | 英文名       | 來自     |
| ------ | -------- | -------------- | ------------ | -------- |
| 劉文靜 | 26歲     | Liu Wen Jing   | Wendy Liu    | 重慶     |
| 鮑潔   | 21歲     | Bao Jie        | Sarah Bao    | 安徽     |
| 張曉霈 | 20歲     | Zhang Xiao Pei | Aki Zhang    | 上海     |
| 坦雅   | 28歲     | Tanya          | Tanya        | 白俄羅斯 |
| 吳美廷 | 21歲     | Wu Mei Ting    | Diana Wu     | 廣州     |
| 馬舒怡 | 21歲     | Ma Shu-Yi      | Vivian Ma    | 廣州     |
| 朱楓   | 19歲     | Zhu Feng       | Icy Zhu      | 上海     |
| 閻雪芊 | 19歲     | Yan Xue Qian   | Qian Yan     | 澳洲     |
| 王佳   | 18歲     | Wang Jia       | Michele Wang | 哈爾濱   |
| 殷歌   | 21歲     | Yin Ge         | Angela Yin   | 湖南長沙 |

## 每集內容

### 第一集
這是《潘婷閃亮模坊》的首集。節目開始時李艾先作簡單介紹，然後十二位準參賽者接受短時間內為自己化妝及設計造型的小挑戰，殷歌的化妝及配搭與她本身的造型較切合而率先勝出了考驗。接著她們在寒冷的天氣下，僅穿著一套比基尼泳衣於露天拍攝了一輯動態比基尼泳衣照，李艾認為坦雅和張曉霈的表現較為突出。經評選後，陳巧玲和蔻莉未被看出有超模潛質而被攆回家，而其餘的十位參賽者經李艾的帶領下，來到未來數星期她們居住的潘婷閃亮模坊，展開她們的明日超模之旅。

### 第二集
| 第二集               |
| 首播：2008年1月27日  |
| 攝影師：許超前       |
| 包尾：馬舒怡／閻雪芊 |
| 淘汰：馬舒怡         |

女孩們接受張天愛的走秀訓練，吳美廷被指出以前沒有接受過任何走秀的經驗。然後她們要穿上六吋高的高跟鞋在石路上走秀，進步最大的馬舒怡勝出小挑戰並選了殷歌與吳美廷一起分享在意大利餐廳用膳的獎品。接著，女孩們拍攝了一輯雜誌封面照。評審時間，李艾要求每位模特兒走秀，王佳與鮑潔被批評表現不佳，劉文靜因被懷疑是否真的懷孕而被李艾要求帶往身體檢查。淘汰環節中，被指沒有超模潛質的馬舒怡與沒有自信的閻雪芊成為包尾二人，最後勝出小挑戰的馬舒怡被淘汰。

### 第三集
上集，李艾在評審時透露劉文靜被懷疑是否真正懷孕而要求帶她到醫院作健康檢查，經檢查後劉文靜決定為健康着想選擇退賽，當晚其他選手相約她外出用餐作別。
翌日，女孩們收到郵件提示她們將會接受訓練，在約見中國著名秀導姚真穎老師前，李艾宣佈馬舒怡回歸代替劉文靜繼續比賽。然後，姚真穎老師教導女孩們擺姿勢並要求女孩們穿上婚紗在婚紗店櫥窗擺姿勢進行考驗，結果坦雅優雅的表現勝出考驗，她挑選吳美廷和閻雪芊共同分享兩千元的購物獎勵，期間吳美廷和閻雪芊因雙方的態度問題和誤會發生爭執。
隨後，藝術創作設計師張天愛和攝影師張文華出現，要求女孩們盡顯大明星的感覺進行硬照拍攝。王佳在拍攝過程中被要求親吻男模特的臉龐而一度笑場。
評審席上，吳美廷和閻雪芊被李艾問到兩人之間的爭執問題，兩人更分別被要求以英語及國語說出對方的優點，冰釋前嫌。殷歌的大氣表現和可塑性受到讚賞，而被指沒有進步的王佳與被指沒有感染力及沒有潛質的鮑潔成為包尾二人，評審最後把鮑潔攆回家。

### 第四集
| 第四集              |
| 首播：2008年2月10日 |
| 攝影師：許超前      |
| 包尾：坦雅／張曉霈  |
| 淘汰：張曉霈        |

本集女孩們接受大變身。張曉霈不滿自己的新造型而嚷著要退出比賽，最後她與李艾得到新造型的共識才願意留下接受改造和繼續比賽。女孩們接受小挑戰，以五百元在七浦路服飾街購買適合自己新形象的衣服，朱楓勝出小挑戰，獲得所有人購買的衣服。拍攝時間，女孩們要化身為水美人，朱楓得到李艾的提點後表現略有改善，不懂游泳的王佳表現拘謹。評審時李艾為閻雪芊的進步感到十分高興，而對比賽沒有熱誠的張曉霈與令評審沒新鮮感的坦雅成為包尾二人，最後張曉霈被淘汰。

### 第五集
本集女孩們要學習探戈的舞步，以舞蹈表現肢體美態。女孩們需要在上海輕紡市場選擇布料為自己量身定造一套旗袍，吳美廷和馬舒怡的旗袍受到張天愛的青睞，殷歌的燈籠式旗袍更被指特別，最後殷歌勝出小挑戰，她選擇與吳美廷和馬舒怡一同享受礦泉浴。拍攝時間，她們要穿上該旗袍拍照，女孩們因需流露憂鬱的眼神而被難倒。表現不佳的吳美廷與被指沒有進步的坦雅成為包尾二人，最後坦雅被淘汰。

### 第六集
| 第六集              |
| 首播：2008年2月24日 |
| 攝影師：張文華      |
| 包尾：王佳／吳美廷  |
| 淘汰：吳美廷        |

回到閃亮模仿大屋，女孩們閱讀坦雅離開前留下的字條，吳美廷表示開始感受到比賽帶來的厭倦和壓迫感。
翌日，女孩們跟隨好萊塢著名動作影星王盛德學習武術，然後雙雙吊著鋼纜在半空接受擺造型的考驗。結果馬舒怡因標準且精確保持動作而勝出考驗，她挑選吳美廷和殷歌共同分享三千元的購物獎勵。那邊廂，王佳和閻雪芊對於馬舒怡處理考驗獎勵的方式抱有懷疑。
拍攝期間，女孩們化身超級英雄在三層樓的半空進行高空拍攝，王佳和朱楓在拍攝完成後因承受不住吊鋼纜的疼痛而流淚。
晚上，女孩們在一間夜店內消遣娛樂。半夜，女孩們被李艾召集在一個房間內開會，李艾表示根據節目組的要求需要吳美廷和殷歌互換房間，令女孩們感到不安。
评审席上，女孩們在拍攝過程當中的勇敢和堅強讓李艾非常感動，朱楓更得到了高度讚賞，但王佳則被指照片單一且沉悶。另外，吳美廷因被指過去仍未看見其身材有改善而受到批評，最終與王佳一同成為包尾之列。最後，評審相信王佳能夠在短時間內得到改善而決定把吳美廷撵回家。

### 第七集
| 參賽者 | 奧運五環 |
| ------ | -------- |
| 馬舒怡 | 黃環     |
| 王佳   | 藍環     |
| 閻雪芊 | 紅環     |
| 殷歌   | 黑環     |
| 朱楓   | 綠環     |

女孩們向四川衛視主持人宋嘉欣學習訪問的技巧，然後雙雙進行一對一的訪問。其後女孩們需要訪問中國著名主持人李晨，某些女孩因李晨問非所答的表現而感到困惑和尷尬，朱楓卻掌握技巧而勝出小挑戰。拍攝時間，女孩們分別扮演五種不同的奧運五環來拍攝一輯大頭照。晚上，朱楓的男友被邀請作為朱楓勝出小挑戰的禮物到宿舍探訪她。評審環節，王佳被指有顯著的進步，閻雪芊則被指沒有個性，而被指故步自封的朱楓與被指不夠國際化的馬舒怡成為包尾二人，最後馬舒怡被淘汰。

### 第八集
| 第八集                           |
| 首播：2008年3月9日               |
| 攝影師：潘婷廣告創意總監及副總監 |
| 包尾：王佳／閻雪芊               |
| 淘汰：王佳                       |

女孩們在台灣著名的模特兒與主持人及潘婷形象大使林志玲的指導下為潘婷時光修護系列拍攝廣告。王佳因忘詞嚴重感到焦急，並因不滿自己表現哭了起來，最後在林志玲的安慰下才能成功拍攝廣告。那邊廂，閻雪芊因自幼於海外長大，不懂看中文的稿子，在副總監的指導下仍無法以正確的中文發音完成拍攝，最後得到創意總監的同意以英文完成拍攝。評審時段，李艾宣佈廣告創意總監選了殷歌為小挑戰的冠軍，其後殷歌更以出色的表現成為首位入圍全國三強的女孩。淘汰環節，被指不懂中文的閻雪芊與被指多元化卻停滯不前的王佳成為包尾二人，最後王佳被淘汰。

### 第九集
本集開首朱楓因工作退出比賽，而上一集被淘汰的王佳回來填補她的空缺。女孩們在澳門美高梅金殿接受張天愛的走秀訓練，然後她們蒙上眼晴被帶到澳門旅遊塔頂層，女孩們需要在塔頂的外圍進行高空走秀的挑戰，王佳因吸取了閻雪芊和殷歌高空走秀的技巧後加以發揮，向塔內擺出姿勢而勝出小挑戰，得到澳門美高梅金殿送出的精油和水療服務。接著女孩為澳門美高梅金殿拍攝宣傳照。評審時間，被指變胖了的閻雪芊像河馬和起士蛋糕。淘汰環節，被指表現不穩的王佳與被指不能自制的閻雪芊繼上集後再度成為包尾二人，但李艾在王佳入圍後宣佈沒有人被淘汰。 

### 第十集
| 第十集                 |
| 首播：2008年3月23日    |
| 攝影師：張文華         |
| 三強包尾：閻雪芊／殷歌 |
| 淘汰：閻雪芊           |
| 亞軍：王佳             |
| 冠軍：殷歌             |

本集女孩們再次為澳門美高梅金殿拍攝宣傳照，但這次女孩們需要自行設計造型及選擇拍攝場景。閻雪芊因沒有分配好時間而被張文華指說沒有清醒，王佳懂得把兩套衣服穿在一起令評委們感到驚喜。評審時間，王佳被評判大讚醒悟，而被指表現欠佳的閻雪芊與被指真人沒表演時那麼令人深刻的殷歌成為包尾二人，閻雪芊首先被淘汰。接著，最後兩強與此前被淘汰的所有參賽者一起為張天愛的設計品牌Tian Art及Anna Sui走秀。殷歌在走秀中不小心走錯路線，但她保持振定的表現沒有令觀眾看出錯處。終極評審時間，評判認為殷歌走秀時過份拘謹，而王佳則過份表現自我而掩蓋表現時裝的目的。最後，李艾宣佈殷歌成為潘婷閃亮模坊第一季的冠軍。

## 入圍次序
| 次序 | 第一集 | 第二集 | 第三集 | 第四集 | 第五集 | 第六集 | 第七集 | 第八集 | 第九集 | 第十集 | 第十集 |
| ---- | ------ | ------ | ------ | ------ | ------ | ------ | ------ | ------ | ------ | ------ | ------ |
| 1.   | 吳美廷 | 殷歌   | 吳美廷 | 閻雪芊 | 馬舒怡 | 朱楓   | 王佳   | 殷歌   | 殷歌   | 王佳   | 殷歌   |
| 2.   | 劉文靜 | 坦雅   | 殷歌   | 殷歌   | 王佳   | 閻雪芊 | 殷歌   | 朱楓   | 王佳   | 殷歌   | 王佳   |
| 3.   | 殷歌   | 劉文靜 | 朱楓   | 朱楓   | 閻雪芊 | 馬舒怡 | 閻雪芊 | 閻雪芊 | 閻雪芊 | 閻雪芊 |        |
| 4.   | 鮑潔   | 吳美廷 | 馬舒怡 | 馬舒怡 | 殷歌   | 殷歌   | 朱楓   | 王佳   | 朱楓   |        |        |
| 5.   | 張曉霈 | 張曉霈 | 閻雪芊 | 吳美廷 | 朱楓   | 王佳   | 馬舒怡 |        |        |        |        |
| 6.   | 馬舒怡 | 朱楓   | 坦雅   | 王佳   | 吳美廷 | 吳美廷 |        |        |        |        |        |
| 7.   | 閻雪芊 | 王佳   | 張曉霈 | 坦雅   | 坦雅   |        |        |        |        |        |        |
| 8.   | 王佳   | 鮑潔   | 王佳   | 張曉霈 |        |        |        |        |        |        |        |
| 9.   | 坦雅   | 閻雪芊 | 鮑潔   |        |        |        |        |        |        |        |        |
| 10.  | 朱楓   | 馬舒怡 | 劉文靜 |        |        |        |        |        |        |        |        |

  勝出比賽
  勝出考驗
  勝出考驗及被淘汰
  被淘汰
  退出比賽
  因其他參賽者退出而遞補
  因其他參賽者退出而遞補後勝出考驗

## 大變身
- 馬舒怡：燙大捲髮
- 坦雅：棕色曲髮
- 王佳：剪短
- 吳美廷：金啡色短髮
- 閻雪芊：中分捲髮
- 殷歌：瀏海長髮
- 張曉霈：捲髮
- 朱楓：藍黑色短髮

## 拍攝主題
- 第一週：比基尼泳衣照
- 第二週：雜誌封面
- 第三週：大明星
- 第四週：浮水美人
- 第五週：百樂門旗袍照
- 第六週：超級英雄
- 第七週：奧運五環
- 第八週：潘婷Clinicare時光修護系列廣告
- 第九週：澳門美高梅金殿宣傳照
- 第十週：澳門美高梅金殿宣傳照

## 比賽數據
- 參賽者總數：10
- 最年長的參賽者：坦雅（28歲）
- 最年輕的參賽者：王佳（18歲）
- 最高的參賽者：閻雪芊（178厘米）
- 最矮的參賽者：坦雅、王佳、吳美廷（174厘米）
- 最重的參賽者：吳美廷（58公斤）
- 最輕的參賽者：坦雅（48公斤）
- 勝出最多考驗的參賽者：殷歌（3次）
- 最常被贏家挑選一起享受考驗獎賞的參賽者：吳美廷（4次）
- 首名入圍最多次數的參賽者：殷歌（3次）
- 連續首名入圍最多次數的參賽者：殷歌（2次）
- 進入包尾二人最多次數的參賽者：王佳、閻雪芊（4次）
- 連續進入包尾二人最多次數的參賽者：閻雪芊（3次）